# Гефель, Андрей Владимирович
Андрей Владимирович Гефель (24 июня 1979, Омск, РСФСР, СССР) — российский футболист, играл на позиции полузащитника.

## Клубная карьера
В 1997 году попал в заявку омского «Иртыша», однако в том сезоне провёл лишь один матч в 1/128 финала Кубка России против нижневартовского Самотлор-XXI. В 1998 году не играл. В футбол вернулся в 1999 году, вновь играя за «Иртыш». С 2005 по 2007 годы выступал за казахстанский клуб «Экибастузец», за который за 3 сезона сыграл 67 матчей в Суперлиге, забив 10 голов. В 2008 году играл за павлодарский «Есиль», за который провёл 21 матч, забил 2 гола, получил 12 желтых карточек, один раз был удален с поля. В 2009 году вернулся в Россию, выступал сначала за «Амур» из Благовещенска, затем за «Смену» из Комсомольска-на-Амуре. Завершил профессиональную карьеру в 2013 году в «Белогорске».

## Тренерская деятельность
В октябре 2018 года в Омске бывший полузащитник «Ливерпуля» и сборной Испании Альберта Риера открыл свою свою футбольную академию, в тренерский штаб вошли сам Риера, Андрей Гефель, Андрей Свидзинский и Эльдар Мамедов. 